# Mungindi
Mungindi är en ort i Australien. Den ligger i kommunen Moree Plains och delstaten New South Wales, i den sydöstra delen av landet, omkring 580 kilometer norr om delstatshuvudstaden Sydney. Antalet invånare är 804.
Trakten runt Mungindi är nära nog obefolkad, med mindre än två invånare per kvadratkilometer..
Omgivningarna runt Mungindi är i huvudsak ett öppet busklandskap. Genomsnittlig årsnederbörd är 511 millimeter. Den regnigaste månaden är februari, med i genomsnitt 98 mm nederbörd, och den torraste är oktober, med 8 mm nederbörd.